# Polycyrtus accuratus
Polycyrtus accuratus là một loài tò vò trong họ Ichneumonidae.